# Wampetich Nándor
Wampetich Nándor névváltozatai: Vampetics Nándor, Wampetits Nándor, Wampetics Nándor (1923. augusztus 8. – Tatabánya, 2015. november 17.)  magyar színész.

## Élete
1923. augusztus 8-án született. A budapesti Madách Színház tagja volt.
A magyar fejlesztésű Imperium Galactica első részében alakította a San Sterling nevű jeges bolygó kormányzóját.

## Színházi szerepei
A Színházi adattárban regisztrált bemutatóinak száma Wampetich Nándor néven: 1.
- Molnár Ferenc: A Hattyú (Madách Kamara Színház, 1988. december 23.)

## Filmszerepek

### Televíziós sorozatok
- Tea (2002) (Wampetits Nándor néven)
- Kisváros (2000) (Portás) (Vampetics Nándor néven)
- Szomszédok (1990–1998) (Wampetits úr; Dr. Kurucz) (néha Wampetits/Wampetics néven is)

### Tévéfilmek
- Raszputyin (1996) (a cár lakája)
- Brigitta (Komornyik) (1993)